# Comtat de Ferrette
El comtat de Ferrette (en alemany comtat de Pfirt) fou una jurisdicció feudal del Sacre Imperi Romanogermànic formada per segregació del comtat de Montbéliard el 1105, formada inicialment per les senyories de Ferrette, de Thann i d'Altkirch i més tard les de Belfort, de Delle i de Rougemont.
Frederic I, fill de Thierry I de Montbéliard, va rebre el comtat ja el 1104 però formalment no va agafar el títol fins al 1125, sent el primer comte de Ferrette. Frederic I (1125-1160) participà activement al govern de l'imperi i va lluitar contra el paganisme encoratjant l'établissement de monestirs i priorats com Feldbach i Saint Morand a Altkirch. Va fundar a Ferrette un priorat de canonges regulars de Sant Augustí. El 1271 el comte de Ferrete va esdevenir vassall de l'església de Basilea.
Joana, filla d'Ulric III i de Joana de Montbéliard, va aportar (1324) el comtat a la casa d'Àustria pel seu matrimoni amb Albert II el Savi, quart fill de l'emperador Albert I d'Àustria, i el comtat fou incorporat al landgraviat de l'Alta Alsàcia. Durant més de tres segles (1324-1648) el comtat de Ferrette va pertànyer als Habsburg.
El 1469, l'arxiduc Segimon d'Àustria el va cedir, com totes les seves possessions a Alsàcia, al duc de Borgonya, Carles el Temerari, que el va fer administrar per un batlle, Pierre d'Hagenbach. La tirania d'aquest darrer va provocar uina revolta i el comtat va tornar a la casa d'Àustria (1474); fou inclòs com totes les possessions austríaques en l'herència de Ferran I del Sacre Imperi Romanogermànic, en la partició de 1522 entre aquest i el seu germà Carles V. Posteriorment el comtat de Ferrete fou més un títol nobiliari que una jurísdicció efectiva.
Al final de la Guerra dels Trenta Anys el tractat de Westfàlia (1648) va provocar el desmantel·lament de l'Àustria Anterior de la que depenia l'Alta Alsàcia i França havia de rebre el comtat de Ferrette; però hi va haver discussions i la cesssió efectiva va demorar fins al 1650.
El rei Lluís XIV de França el va donarle donna al cardenal Mazzarino el 1659 per «les grans senyals i els recomanables serveis rendits a la nostra persona i al nostre estat pel nostre molt estimat i apreciat cosí el cardenal Mazzarino.» El cardenal va rebre tanmateix el comtat de Belfort, la senyoria de Delle, les terres i senyories de Thann i d'Altkirch i la senyoria d'Issenheim.
El títol de comte de Ferrete va passar als Mancini pel matrimoni d'Hortensia Mancini, neboda del cardenal Juli Mazzarino, amb Armand Carles de La Porte de La Meilleraye. El cardenal va imposar al jove marit l'abandonament del seu nom i escut en favor de les de Mazzarino, i així va obtenir la seva herència i la seva immensa fortuna.
El 1777, Lluïsa d'Aumont (Lluïsa Felicitat Victòria d'Aumont-Mazzarino), descendent de la neboda del cardenal, es va casar amb Honorat IV de Mònaco, duc de Valentinois i príncep de Mònaco. Encara avui dia els prínceps de Mònaco porten el títol de comtes de Ferrette i visiten la població periòdicament on són aclamats.

## Llista de comtes
- Lluís de Mousson, senyor de Mousson, 1042 castellà a Mömpelgard o Montbéliard, Altkirch i Ferrette o Pfirt, † 1073/76
- Teodoric, comte de Montbéliard, d'Alkirtch i Pfirt (Ferrette), 1033 comte a Bar, † 1102/05, fill de Lluís
- Frederic I, 1125-1160 comte de Pfirt o Ferrette, † 1160, fill de Teodoric
- Lluís I, 1160-1180, comte de Pfirt o Ferrette, † 1180, fill de Frederic
- Ulric I, 1180-1197, comte de Pfirt o Ferrette, † 1197, fill de Lluís I
- Lluís II, 1180-1189, comte de Pfirt o Ferrette, † 1189, germà d'Ulric I
- Frederic II, 1189-1234, comte de Pfirt o Ferrette, † 1234, fill de Lluís II
- Ulric II, 1234-1275, comte de Pfirt o Ferrette, † 1275, fill de Frederic II.
- Lluís III de Grimmel, 1227-1236, comte de Pfirt o Ferrette,, † 1236, germà d'Ulric II.
- Teobald, 1271-1311, comte de Pfirt o Ferrette,, 1292/97 landgravi d'Alsàcia, † 1310/11, fill d'Ulric II
- Ulric III, 1311-1324, comte de Pfirt o Ferrette, † 1324, fill de Teobald
- Joana, 1324, comtessa de Pfirt o Ferrette, † 1352; filla, casada el 1324 amb el següent
- Albert II el Savi, duc d'Àusrtria, 1324-1352, comte de Pfirt o Ferrette, † 1358
- Als Habsburg

## Font (parcial)
- Marie-Nicolas Bouillet i Alexis Chassang (dir.), «Comté de Ferrette» el Dictionnaire universel d'histoire et de géographie, 1878.